# مير أباد (علي جمال)
میر أباد (بالفارسية: میرآباد) هي مستوطنة تقع في إيران في قسم علي جمال الريفي. يقدر عدد سكانها بـ 42 نسمة .